# 2019冠状病毒病新泽西州疫情
2019冠状病毒病新泽西州疫情，介绍新泽西州的2019冠状病毒病疫情。截至4月30日止，新泽西州已累計有118,652例确诊病例，7,228例死亡病例。當中患者數以北部城市較為密集。
截至2021年5月12日，新泽西州的确诊病例数在美国中排名第九位，人均确诊病例数排名第十一位。该州与病毒有关的死亡人数排名第六，人均死亡人数排名第一。
截至2022年1月11日，新泽西州已接种13,689,830剂COVID-19疫苗，已有6,482,698人（相当于人口的72%）接受了全程疫苗接种。

## 时间线
2020年3月4日，州长Phil Murphy和副州长Sheila Oliver发表联合声明，宣布新泽西州的首例确诊病例，为在卑尔根县住院的30岁男性。3月5日，州政府宣布他们正在调查第二起病例。3月6日，州政府宣布第三起和第四起病例，分别位于肯顿县和卑尔根县。
2020年3月8日，东布伦瑞克和爱迪生各确诊1例病例。3月9日，确诊病例数达到11，Phil Murphy州长宣布新泽西州进入紧急状态。

## 政府措施
受疫情影响，3月8日，部分学校和学区宣布关闭，或修改时间表。3月9日，Phil Murphy州长宣布新泽西州进入紧急状态。
3月14日，与纽约市一河之隔的霍博肯宣布实行宵禁。

## 经济影响

### 学校关闭
3月10日，罗格斯大学、新泽西理工学院、薛顿贺尔大学、史蒂文斯理工学院、新泽西学院和蒙莫斯大学宣布所有课程改为网课。